# Twincharged stratified injection

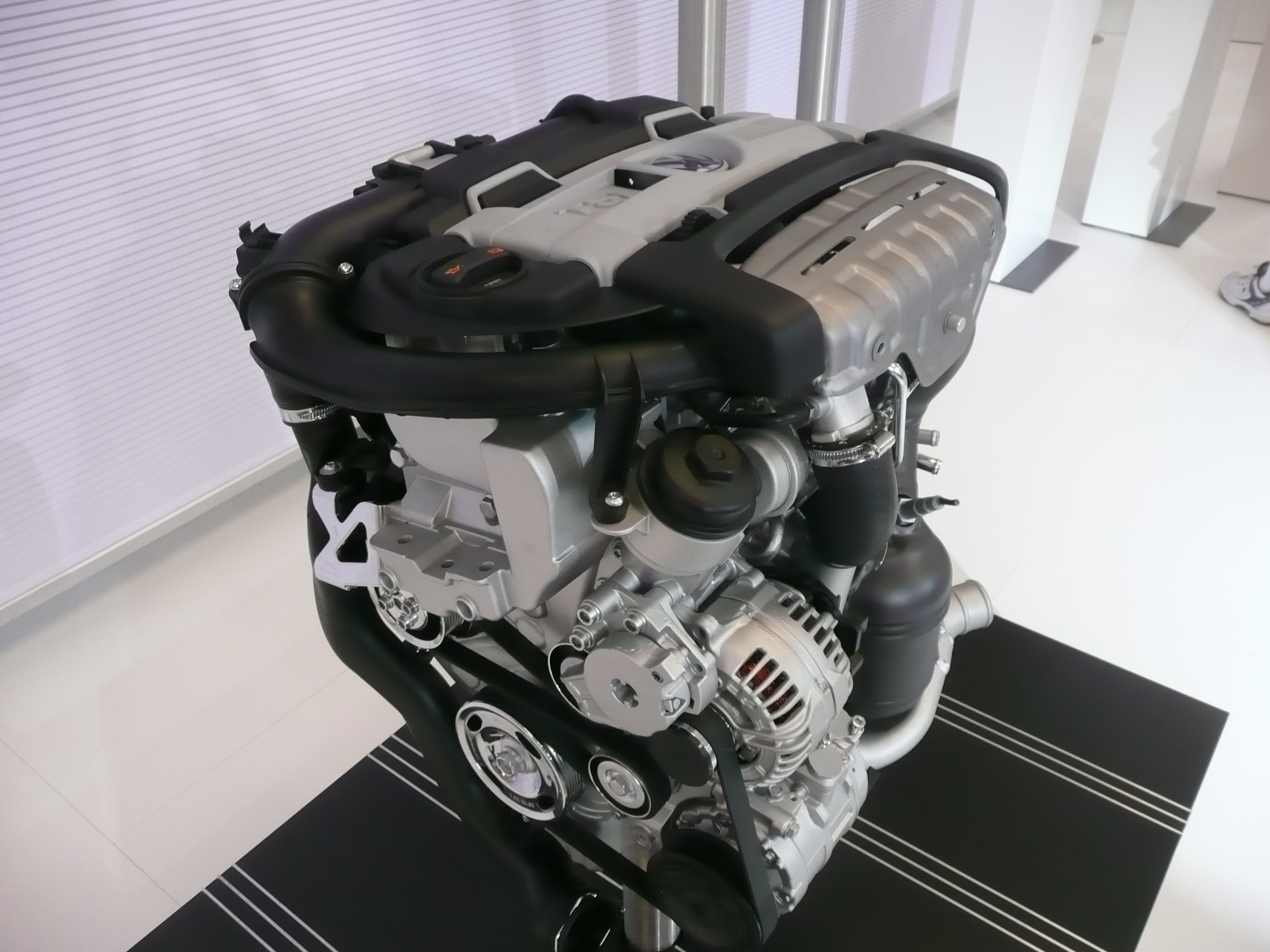
Motor Volkswagen TSI

TSI ([ˈtwintʃɑːdʒd ˈstrætɪfaɪd ɪnˈdʒekʃn]IPA; z angl. Twincharged stratified injection), též twincharger [ˌtwinˈtʃɑːdʒə(r)]IPA, jsou označovány přeplňované spalovací motory s přímým vstřikováním benzinu, používané koncernem Volkswagen a Škoda Auto. 
Bývají konstruovány pomocí zásad downsizingu (velký výkon v malém objemu motoru). Jde o relativně velmi moderní systém dvoustupňového přeplňování.
Poprvé byl užit v 80. letech 20. století v rallyovém speciálním vozidle Lancia Delta S4; u běžných automobilů se začala využívat až roku 2005 (Volkswagen 1.4 TSI).
V současné době používá tyto motory jen Volkswagen a Škoda Auto.

## Princip činnosti
Princip systému spočívá v sériovém zapojení mechanicky poháněného kompresoru a turbodmychadla. Použit je Rootsův kompresor od firmy Eaton, který je poháněn mechanicky řemenem od klikového hřídele. Díky tomu kompresor již od volnoběžných otáček motoru žene stlačený vzduch do turbodmychadla, které se tak dostává mnohem dříve do pracovně optimální rychlosti a účinnosti; z turbodmychadla míří pak vzduch do válců.
Výhodu skýtá fakt, že turbodmychadlo vytváří potřebný přetlak mnohem dříve, než je tomu u běžných motorů s turbodmychadlem, čímž je účinně potlačen turboefekt.
Při dosažení 2 400 ot·min−1 odpojí elektromagnetická spojka kompresor a přeplňování motoru od této chvíle zajišťuje pouze turbodmychadlo.
Kompresor je uveden do činnosti již jen při prudké akceleraci, ale pouze do 3 500 ot·min−1.